# Schamel-Gleichung
Die Schamel-Gleichung (S-Gleichung) ist eine nichtlineare partielle Differentialgleichung erster Ordnung in der Zeit und dritter Ordnung im Raum. Ähnlich einer Korteweg-de-Vries-Gleichung (KdV) beschreibt sie die Entwicklung einer lokalisierten, kohärenten Wellenstruktur, die sich in einem nichtlinearen dispersiven Medium ausbreitet. Sie wurde erstmals 1973 von Hans Schamel abgeleitet, um die Auswirkungen des Einfangens von Elektronen im Trog des Potentials einer solitären elektrostatischen Wellenstruktur zu beschreiben, die sich mit Ionen-Schallgeschwindigkeit in einem Zweikomponentenplasma bewegt. Sie gilt für verschiedene lokale Impulsdynamiken wie:
- Elektronen- und Ionenlöcher oder Phasenraumwirbel in kollisionsfreien Plasmen wie Raumplasmen[3],
- achsensymmetrische Impulsausbreitung in physikalisch versteiften nichtlinearen Zylinderschalen[4],
- „Soliton“-Ausbreitung in nichtlinearen Übertragungsleitungen[5],[6] oder in der Faseroptik und Laserphysik[7].

Sie lautet:
{\displaystyle \partial _{t}\phi +(1+b{\sqrt {\phi }})\partial _{x}\phi +\partial _{x}^{3}\phi =0}.
Hierin stellen im ionenakustischen Fall {\displaystyle \phi (x,t)} das elektrische Potential der kohärenten Welle, {\displaystyle x} den Ort und {\displaystyle t} die Zeit in normierten Einheiten dar.
Sie besitzt nur eine endliche Zahl von Erhaltungsgrößen und gehört zur Klasse der nicht-integrierbaren Evolutionsgleichungen.
Erweiterungen erfuhr sie durch Einbeziehung nicht-thermischer Verteilungen, durch Einbettung in inhomogene, magnetisierte oder staubige Plasmen oder durch vertiefte mathematische Untersuchungen ihrer Lösungsmannigfaltigkeit.

## Die logarithmische Schamel-Gleichung
Ein für die Plasmaphysik wichtiger Aspekt ist die Existenz eines zweiten Teilcheneinfangkanals, der die Anwesenheit eines chaotischen Einteilchenverhaltens in Resonanznähe signalisiert. Ist dieser Prozess nicht-störungstheoretisch, so ergibt sich die sogenannte logarithmische Schamel-Gleichung :
{\displaystyle \partial _{t}\phi +(1+b{\sqrt {\phi }}-D\ln {\phi })\partial _{x}\phi +\partial _{x}^{3}\phi =0} ,
mit {\displaystyle D<0} einem zweiten Teilcheneinfangparameter. Ihre solitäre Wellenlösungen sind im stationären Limes {\displaystyle \phi (x-v_{0}t)} implizit durch die Umkehrfunktion
{\displaystyle x(\phi )=\int _{\phi }^{\psi }{\frac {d\xi }{\sqrt {-2{\mathcal {V}}(\xi )}}}}
gegeben mit
{\displaystyle {\mathcal {V}}(\phi )=-{\frac {\phi ^{2}}{2}}\left[{\frac {8b}{15}}\left({\sqrt {\psi }}-{\sqrt {\phi }}\right)+D\ln {\frac {\phi }{\psi }}\right]},
dem sogenannten Pseudo-Potential. Da das Integral durch mathematisch bekannte Funktionen nicht gelöst werden kann, bleibt die explizite Gestalt von {\displaystyle \phi (x)} generell unbekannt. Die Phasengeschwindigkeit ist allerdings gegeben und lautet:
{\displaystyle v_{0}=1+{\frac {8b}{15}}{\sqrt {\psi }}+D\left(\ln \psi -{\frac {3}{2}}\right)}.
Explizite Lösungen ergeben sich erst durch Nullsetzen eines der beiden Parameter. Es gilt für {\displaystyle D=0}:
{\displaystyle \phi (x)=\psi \operatorname {sech} ^{4}\left({\sqrt {\frac {b{\sqrt {\psi }}}{30}}}x\right)}
und für {\displaystyle b=0}:
{\displaystyle \phi (x)=\psi e^{Dx^{2}/4}},
zwei wohlbekannte solitäre Wellenlösungen.

## Die Schamel-Korteweg-de-Vries-Gleichung
Nahe isothermen Elektronenzuständen gilt für ionenakustische Wellen:
{\displaystyle \partial _{t}\phi +(1+b{\sqrt {\phi }}+\phi )\partial _{x}\phi +\partial _{x}^{3}\phi =0}
Sie wird Schamel-Korteweg-de-Vries-Gleichung genannt und hat als solitäre Wellenlösung :
{\displaystyle \phi (x)=\psi \operatorname {sech} ^{4}(y)\left[1+{\frac {1}{1+Q}}\tanh ^{2}(y)\right]^{-2}}
mit {\displaystyle y={\frac {x}{2}}{\sqrt {\frac {\psi (1+Q)}{12}}}} und {\displaystyle Q={\frac {8b}{5{\sqrt {\psi }}}}} .
Für {\displaystyle 1\ll Q} ergibt sich die solitäre Welle der Schamel-Gleichung:
{\displaystyle \phi (x)=\psi \operatorname {sech} ^{4}\left({\sqrt {\frac {b{\sqrt {\psi }}}{30}}}x\right)}
und für {\displaystyle 1\gg Q} die der Korteweg-de-Vries-Gleichung:
{\displaystyle \phi (x)=\psi \operatorname {sech} ^{2}\left({\sqrt {\frac {\psi }{12}}}x\right)} .